# Karl Ungethüm
Karl Hermann Ungethüm (* 1910; † 1995) war ein deutscher Radrennfahrer.

## Sportliche Laufbahn
Ungethüm war im Bahnradsport aktiv. Als Amateur gewann er 1933 die nationale Meisterschaft im Tandemrennen mit Toni Merkens, dem späteren Olympiasieger im Sprint, als Partner. Ungethüm war Anfang der 1930er Jahre Mitglied der deutschen Bahnnationalmannschaft und bestritt einige Länderkämpfe. Er startete für den Verein „RC Wanderer Chemnitz“, später für den „RC Schmitter Köln“.